# 陳瑛 (萬曆甲戌進士)
陳瑛（1545年4月30日—1594年），字廷玉，别号梅原，福建興化府莆田縣人。

## 生平
嘉靖二十四年（1545）三月二十一日生。隆庆四年（1570）福建乡试第三名举人，萬曆二年（1574年）甲戌科進士，授崇仁县知县，擢授南户部主事，改工部虞衡司，督造清河漕艘，以旧版佐筑河。又裒新版之羡筑高家堰，诸大臣才之。以塞郑口功，迁员外郎，旋诏以都水郎中董中河事，因开梁山新河，经羊山至古洪，十有二里。又开境山故河，以助梁流，省水衡金钱无算。升俸一级。满九载，复以宝应月河成，万历十三七月擢山东左参政，十五年六月，晋广东按察使。河复决睢邳間，十六年五月，召还为山东按察使，徐淮兵河道，与司空潘季驯筑新旧大堤及尺横围月堤，塞决口三，砌滚水壩四，大壩二十有二，升右布政使，以外艰归，万历二十二年（1594）正月起复任山东参政兼佥事，徐州兵备，寻卒，入祀莆田乡贤祠。河壖之民至今祀之。

## 家族
曾祖陳暘，壽官。祖父陳景星，壽官。父陳日孜，书法家。母黄氏。具慶下。兄璜、珂。弟玠、璉、瓊。